# Телебачення Північного Кіпру
Телебачення в самопроголошеній державі Турецькій Республіці Північного Кіпру складається з дев'ятнадцяти телеканалів:
- BRT 1
- BRT Spor
- TRT 1
- TRT Çocuk
- TRT Haber
- Ada TV
- ATV
- GAÜ TV
- Genç TV
- Kanal D
- Kanal Sim
- Kanal T
- Kıbrıs TV
- LAÜ TV
- Show TV
- Sokak TV
- Star TV
- TV 2020
- YDÜ TV

BRT — державне телебачення Турецької Республіки Північного Кіпру. BRT також є найстарішим турецько-кіпрським телеканалом, який був заснований як радіостанція в 1963 році, а свою першу телевізійну трансляцію розпочав у 1976 році. Більшість телеканалів Північного Кіпру також транслюються через супутник, а на супутнику Türksat є «Кіпрський пакет».